# Erhard Reittorner
Erhard Reittorner, auch Erhard von Reittorn (* vor 1400; † 1465) war ein  Benediktiner und von 1434 bis 1452 Abt der Abtei Niederaltaich.
Erhard Reittorner entstammte einer Familie des Niederadels, die 1445 in den Besitz des ehemals Niederaltaicher Schlosses Schöllnach gelangte. Für das Jahr 1431 ist er als Pfarrer von Spitz in der Wachau belegt, bevor er 1534 zum Abt von Niederaltaich gewählt wurde. Gleich zu Beginn seines Abbatiats ließ er sich von Kaiser Sigismund und den bayrischen Herzögen Heinrich XVI. und Ernst die Privilegien des Klosters bestätigen und auch zu Kaiser Friedrich III. stand er in einem guten Verhältnis. Seine Weigerung zur Teilnahme am Konzil von Basel, das zunächst nicht als allgemeingültig anerkannt worden war, führte erst nach einer Drohung mit dem Kirchenbann zu seinem Einlenken. Zusammen mit dem Abt Martin von Leibitz des Wiener Schottenstifts wurde er mit der Visitation der benediktinischen Klöster in Bayern und Österreich im Sinne der Melker Reform beauftragt. Die Visitation der Abtei Niederaltaich selbst fand im Januar 1452 statt, in deren Verlauf Erhard Reittorner aufgrund von Mängeln in der Wirtschaftsführung wie auch in der monastischen Disziplin sein Amt niederlegte.
Bereits zuvor war Erhard Reittorner 1451 auf einer Visitationsreise von Leopold von Neidegg, der sich offensichtlich die Niederaltaicher Güter in der Wachau aneignen wollte, im Erlahof in Spitz (Niederösterreich) überfallen und mit seinem Gefolge auf die Burg Brunn am Wald bei Lichtenau im Waldviertel verschleppt worden, wo er für einige Zeit gefangen gehalten wurde. Seine Freilassung erfolgte erst, nachdem der Aggressor zu einer höheren Geldstrafe verurteilt worden war.